# National Baseball Hall of Fame and Museum
O National Baseball Hall of Fame and Museum é um museu e salão da fama da história americana, localizado no número 25 da Main Street, em Cooperstown, Nova Iorque. É operado por empresas de  interesse privado, que serve como ponto central para o estudo da história do beisebol dos Estados Unidos e ainda, de exibição de artefatos relacionados com o beisebol e exposições, e de homenagem às pessoas que se destacaram em jogando, treinando, e servindo ao esporte. O lema do Salão é "Preservar a História, Homenagear os Ídolos, Unir Gerações".
A palavra Cooperstown é frequentemente utilizada como abreviação (ou uma metonímia) para o National Baseball Hall of Fame and Museum.

## História

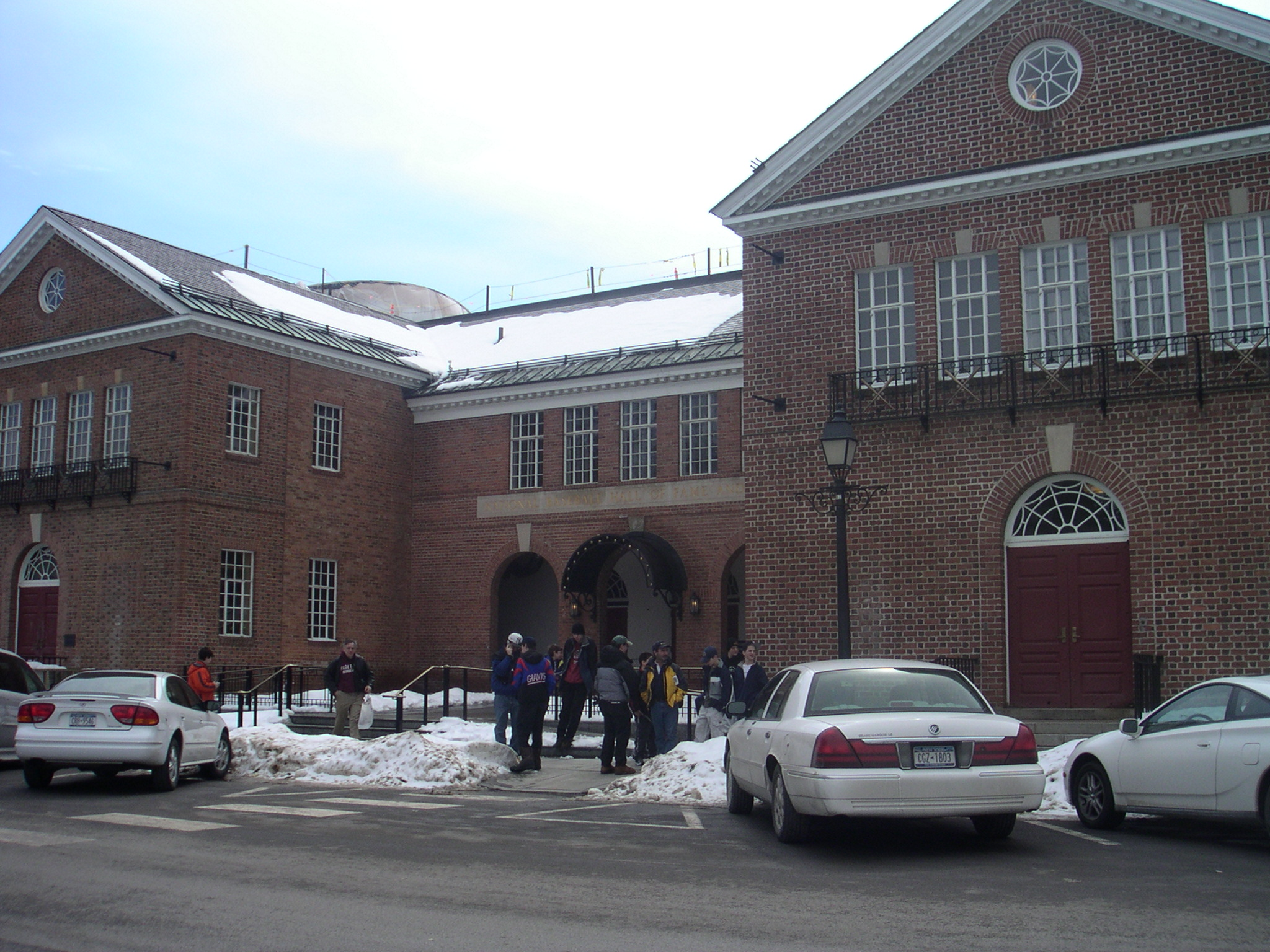
A entrada principal do Salão da Fama.

O Salão da Fama foi inaugurado em 12 de junho de 1939, pela Fundação Clark, uma organização privada situada em Cooperstown, com dinheiro da empresa Singer, um fabricante de máquinas de costura. A Fundação tratava de atrair turistas a Cooperstown, uma pequena cidade que se viu afetada pela Grande Depressão, que dizimou a indústria do turismo, e pela Lei seca, que destruiu a indústria do lúpulo na cidade. Conta a lenda que Abner Doubleday, um herói da Guerra de Secessão, inventou o beisebol em Cooperstown, o que ajudou à popularidade do Salão em seus primeiros anos, ainda que muitas pessoas duvidem da história.
As Grandes Ligas de Beisebol viram a oportunidade e começaram a colaborar com o Salão para promovê-lo e para conseguir objetos para seu museu.
Em 1994 o museu ganhou uma biblioteca e um edifício dedicado à pesquisa. Entre os anos de 2003 e 2005 se realizaram novas melhorias.
No ano 2002, foi iniciado o "Baseball as America", uma exposição que visitou dez museus norte-americanos durante seis anos. O Salão também patrocinou um programa educativo via internet para levar o Salão aos alunos que de outra forma não poderiam vê-lo. Em janeiro de 2006, o Salão anunciou uma aliança com Citgo para lançar uma exposição que descreve as contribuições da América Latina ao beisebol. O Salão tem um espaço cada ano no FanFest, o festival que acompanha o Jogo das Estrelas.
Na cidade de Cooperstown está localizado também o estádio Doubleday, onde se joga a Partida do Salão da Fama, uma partida entre as equipes das Grandes Ligas. Em anos anteriores, o jogo foi realizado durante o final de semana de apresentação de novos membros ao Salão, mas nos últimos anos, vem sendo realizado em maio ou junho, datas mais adequadas com o calendário de partidas das equipes. O "Final de Semana do Salão da Fama" também inclui um concurso de "home runs", programas especiais no museu, um desfile pela rua principal de Cooperstown e, finalmente, a partida. Esta se trata de uma exibição na qual os resultados não são válidos para o campeonato nacional. Na verdade, os jogadores titulares normalmente são substituídos por jogadores das ligas menores depois da primeira entrada.

## Membros
A frase "Salão da Fama" pode designar o museu e o edifício em Cooperstown, mas a maioria das vezes designa a lista de jogadores, técnicos, árbitros, e dirigentes que receberam a homenagem da indicação. Os primeiros cinco homens homenageados eram as estrelas Ty Cobb, Babe Ruth, Honus Wagner, Christy Mathewson e Walter Johnson, homenageados em 1936. A partir de fevereiro de 2006, 278 pessoas foram homenageadas no Salão, incluindo 225 jogadores, 17 técnicos (a maioria também foram jogadores), 8 árbitros, e 28 dirigentes e incentivadores. Trinta homens receberam o Prêmio Ford C. Frick por se destacarem na transmissão dos eventos, e 57 receberam o prêmio J. G. Taylor Spink por se destacarem na escrita e na crônica, incluindo Peter Gammons.

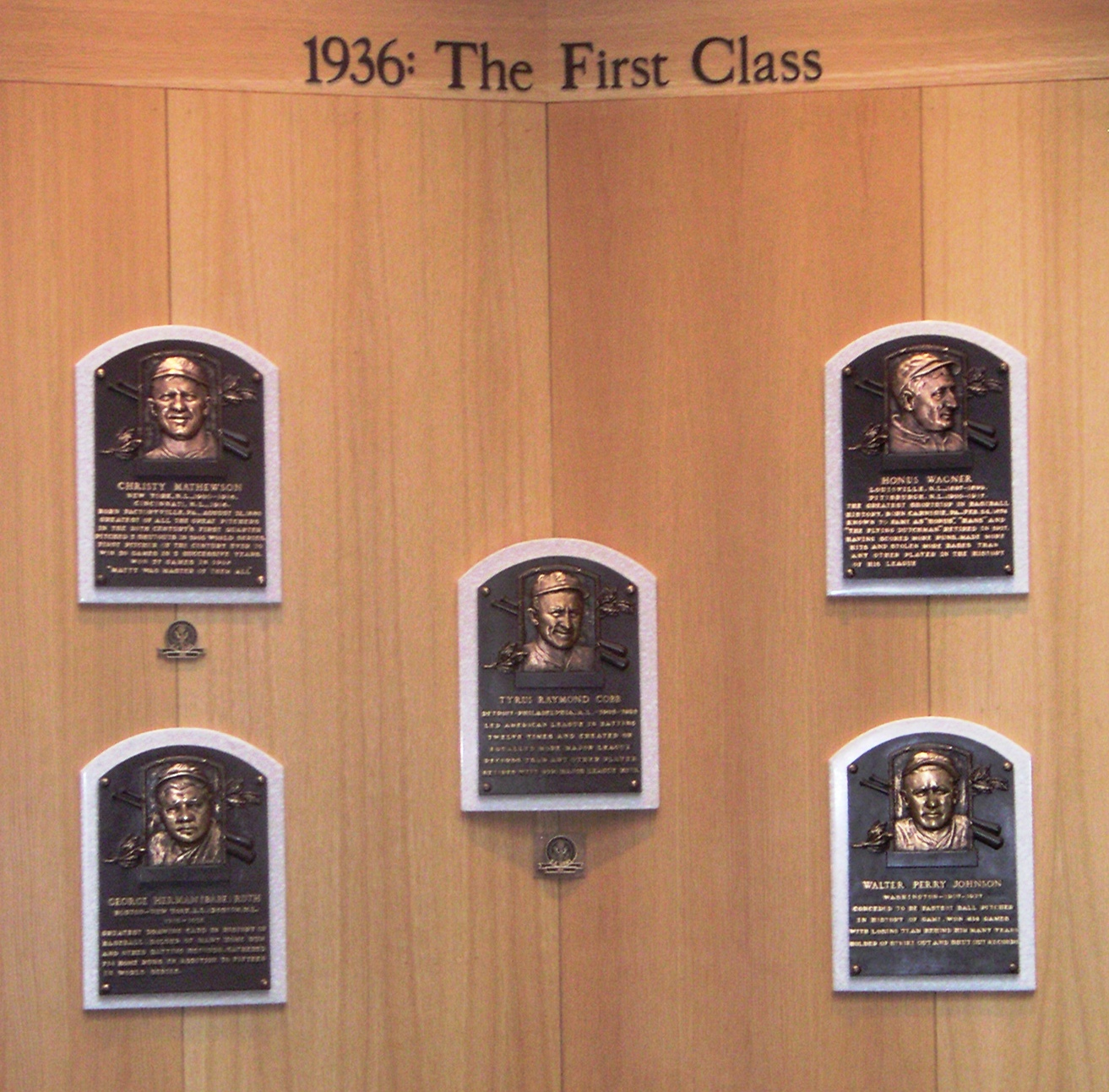
Placas dos primeiros indicados para o salão da fama.

Os jogadores são indicados para o Salão da Fama pela Associação de Escritores de Beisebol da América (BBWAA), ou pelo Comitê de Veteranos, que consta de membros do Salão e os ganhadores dos prêmios Frick e Spink. Cinco anos depois da aposentadoria, qualquer jogador que jogou dez anos nas ligas maiores e que está aprovado por um comitê que elimina os candidatos menos qualificados, é considerado elegível para a indicação pelos membros da BBWAA que tenham ao menos dez anos ininterruptos fazendo parte da associação.
De uma lista final que no geral contém entre 25 e 40 candidatos, cada escritor pode votar em até dez jogadores; até a década de 1950, os votantes estavam habilitados a votar no número máximo de candidatos. Qualquer jogador que receber 75% ou mais dos votos é eleito. Um jogador que receber menos de 5% dos votos das listas tem seu nome retirado das futuras eleições. Às vezes, o comitê que retira os candidatos restabelece a elegibilidade de jogadores anteriormente desclassificados, mas na década de 1990, os candidatos desclassificados se tornaram permanentemente inelegíveis para a  seleção, inclusive para o Comitê de Veteranos. Em 2001, houve uma mudança nas regras de votação que restabeleceu a elegibilidade de todos os jogadores eliminados, que agora podem ser considerados pelo Comitê de Veteranos.
Em circunstâncias especiais, um jogador pode ser considerado elegível para a indicação desde que não cumpra com todos os requisitos. Aconteceu duas vezes: em 1939, Lou Gehrig, que se retirou do beisebol depois de receber um diagnóstico de esclerose lateral amiotrófica; e em 1978, quando Addie Joss, que jogou nove temporadas antes de morrer de tuberculose, foi homenageado. Ademais, se um jogador elegível morre antes de cumprir seu quinto ano de aposentadoria, esse jogador será elegível na próxima eleição que ocorra pelo menos seis meses após sua morte. A homenagem a Roberto Clemente em 1973 foi um precedente, quando os escritores decidiram considerá-lo depois de sua morte na véspera de Ano Novo de 1972, e aditaram a regra que codificou esta política dali em diante.
Se um candidato fracassa em ser eleito pela BBWAA dentro dos 20 anos depois de sua aposentadoria como jogador, o Comitê de Veteranos, que vota cada dos anos, pode elegê-lo. Este comitê vota também a cada quatro anos pelos candidatos da reserva de técnicos, árbitros, dirigentes, ou incentivadores. Os jogadores das Ligas Negras são elegíveis para serem homenageados por parte do Comitê de Veteranos desde 1971. Em 2005, o Salão levou a cabo um informe sobre os jogadores afro-americanos que jogaram do final do século XIX e a integração das Grandes Ligas em 1947, e celebrou uma eleição especial para eles em fevereiro de 2006; 17 jogadores das Ligas Negras foram indicados além dos 18 já eleitos.

## Museu
Segundo o Salão da Fama, aproximadamente 315 000 visitantes entram no museu cada ano, e desde a inauguração do museu se estima que tenha passado de 13 milhões de visitantes. Estes visitantes veem somente uma parte dos 35 000 objetos, 2,6 milhões de itens da biblioteca (tais como artigos de jornais e fotos), e 130 000 cartões de beisebol. A lista de exibições inclui:
Piso térreo

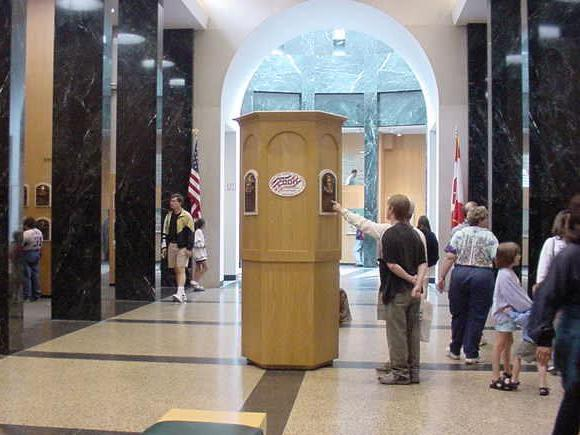
Galeria das Placas em 2001. A coluna central é para os mais novos homenageados (2000) daquele tempo.

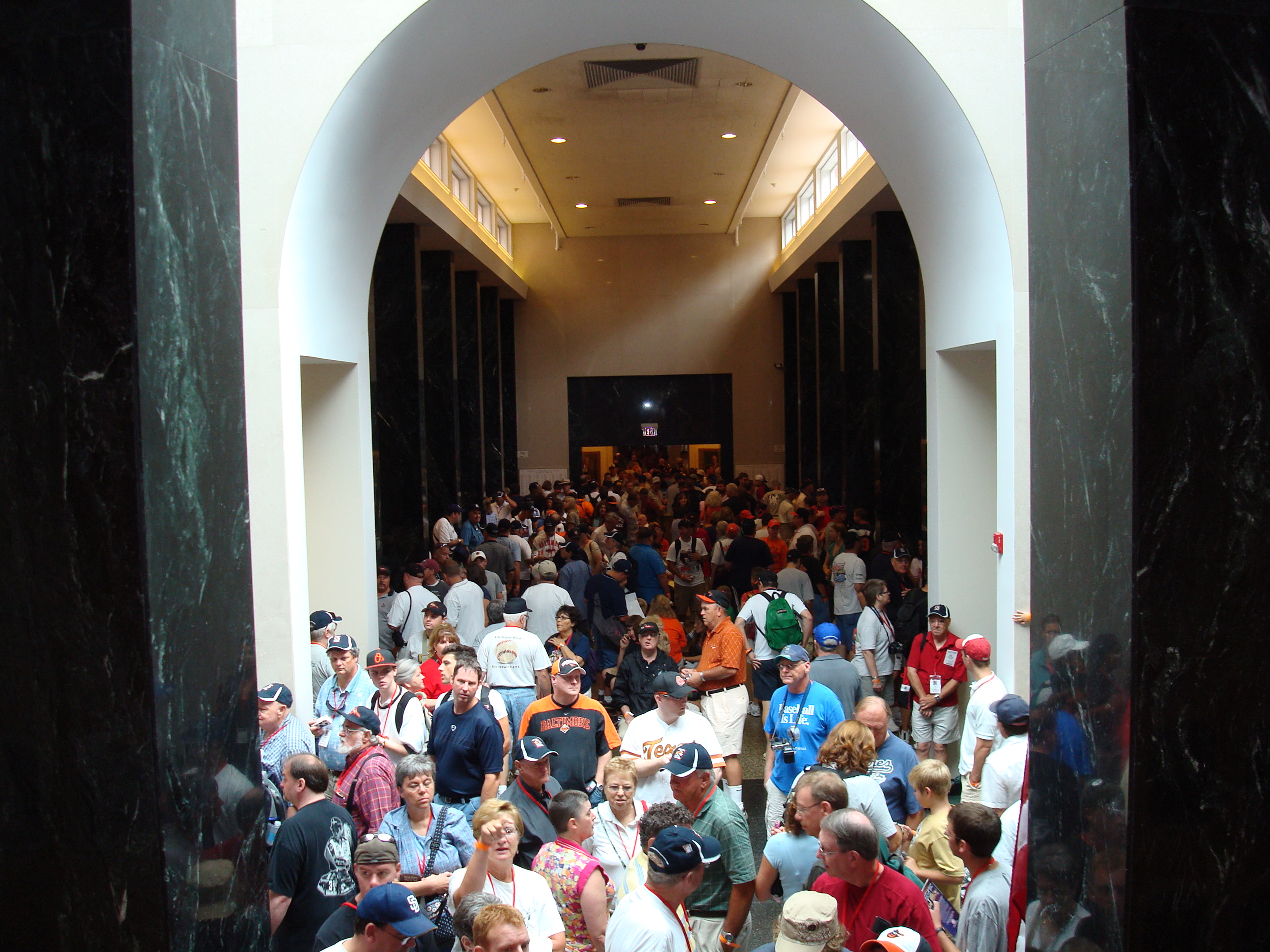
A Galeria durante o final de semana de indicação em 2007.

- "Beisebol no cinema", que contém recordações de filmes sobre beisebol e onde se podem ver sequências desses filmes.
- O "Teatro do Bullpen" é o local de programas cotidianos ao museu (tal como jogos de trivialidades ou discussões sobre livros) e está decorado com fotos de revistas famosas.
- A "Galeria Harper" contém exposições temporárias.
- A "Ala de Homenagens" contém artigos que pertencem aos candidatos mais recentemente homenageados e fotos das cerimônias de homenagens de anos passados.
- A "Galeria de Arte Perez-Steele" contém arte de todos os meios que pertencem ao beisebol.
- A "Galeria de Placas", a área mais visitada do museu, contém as placas de todos os membros do Salão.
- O "Clube Solar para as Crianças" contém umas exibições interativas para crianças e jovens.
- "Escritores e Locutores" homenageiam os ganhadores dos prêmios Spink e Frick com fotos, e contém artigos que pertencem à imprensa escrita e falada relacionados com o beisebol.
  - Janelas que vão do piso ao teto e que dão de frente para um pátio ao ar livre com estátuas de Johnny Podres e Roy Campanella (da equipe dos Brooklyn Dodgers de 1955, que ganhou a Série Mundial), e uma jogadora anônima da Liga Feminina de Beisebol Profissional Americana. Durante o final de semana de homenagens em 2006, uma estátua de Satchel Paige foi inaugurada.

Primeiro andar
- "O Teatro da Tribuna" inclui um filme de 13 minutos que mostra a beleza, o esplendor, e o mito do beisebol. O teatro de 200 assentos está decorado para se parecer com o Comiskey Park.
- "O Jogo" é o salão principal do primeiro andar, e contém a maior quantidade de artigos de todos os salões do museu. O Jogo conta a história do beisebol desde seu início até o tempo presente. Este salão possui umas salas: A Sala de Babe Ruth, a Sala de Hank Aaron, Os Sonhos do Diamante (as mulheres no beisebol), O Orgulho e a Paixão  (exibição sobre as Ligas Negras), e Tomando o Campo (sobre o beisebol no século XIX).
- O "Jogo de Hoje" é decorado como um clube de beisebol, com 30 divisórias de vidro, uma para cada franquia da Major League. Em cada divisória há uma camiseta e outros itens da designada grande equipe da liga, junto com uma breve história da equipe. A vitrine central contém objetos doados para o Salão da Fama do ano passado ou anterior a este. Os fãs também podem olhar para uma sala projetada para se parecer com o escritório de um gerente. Exteriormente há um dispositivo de exposição com artefatos em rotação. Atualmente o espaço é dedicado ao Clássico Mundial de Beisebol.

Segundo andar
- "Outono da Glória" é dedicado à pós-temporada de baseball e tem, entre outros artefatos, réplicas dos anéis da Série Mundial.
- Uma "Galeria da Educação" hospeda grupos escolares e, no verão, apresentações sobre os artefatos da coleção do museu. No saguão da galeria há uma TV que reproduz continuamente gafes do beisebol e a popular comédia de Abbott & Costello Who's on First?, e um dispositivo com exposições rotativas.
- A "Sala de Registros" tem gráficos mostrando líderes ativos e de todos os tempos nas categorias estatísticas de beisebol. Os gráficos estatísticos são afixados nas paredes, deixando o espaço central para outros fins:
  - Os prêmios da BBWAA: réplicas de vários prêmios distribuídos pela BBWAA no final de cada temporada, juntamente com uma lista de vencedores.
  - Um estojo dedicado a Ichiro Suzuki estabelecendo o recorde da liga principal para base hits, com 262 em 2004.
  - Um inductee database computador touch-screen com estatísticas para cada inductee.
  - "Programas" de cada World Series.
- "Solo Sagrado" é a seção mais novo do museu, inaugurada após a reforma de 2003-2005. É inteiramente dedicada aos estádios e tudo sobre eles, especialmente a experiência dos fãs e os negócios de um estádio. A peça central é uma turnê de computador ao antigo South End Grounds de Boston. Atualmente o Salão está trabalhando para adicionar o Comiskey Park e o Ebbets Field para a turnê por computador.